# Mozart (football)
Pour les articles homonymes, voir Mozart (homonymie).
Mozart Santos Batista Júnior, dit Mozart est né le 8 novembre 1979 à Curitiba. C'est un joueur de football qui joue milieu de terrain.
Il a aussi joué en équipe du Brésil lors des Jeux olympiques de 2000.

## Carrière
| Saison  | Club                | Pays   | Matchs | Buts |
| ------- | ------------------- | ------ | ------ | ---- |
| 1997    | Atlético Paranaense | Brésil | ?      | 0    |
| 1998    | Atlético Paranaense | Brésil | ?      | 0    |
| 1999    | Coritiba FC         | Brésil | 18     | 0    |
| 2000    | Flamengo            | Brésil | 11     | 0    |
| 2000-01 | Reggina Calcio      | Italie | 12     | 1    |
| 2001-02 | Reggina Calcio      | Italie | 36     | 2    |
| 2002-03 | Reggina Calcio      | Italie | 28     | 2    |
| 2003-04 | Reggina Calcio      | Italie | 26     | 2    |
| 2004-05 | Reggina Calcio      | Italie | 35     | 2    |
| 2005    | Reggina Calcio      | Italie | 7      | 0    |
| 2005    | Spartak Moscou      | Russie | 7      | 0    |
| 2006    | Spartak Moscou      | Russie | 22     | 2    |
| 2007-09 | Spartak Moscou      | Russie |        |      |
| 2009    | Palmeiras           | Brésil | 6      | 0    |
| 2009-   | AS Livourne Calcio  | Italie | 6      | 0    |

## Palmarès
- 1998 : Champion de l'État du Parana (Atlético).
- 1999 : Champion de l'État du Parana (Coritiba).
- 2000 : Championnat de l'État de Rio de Janeiro (Flamengo).
- 2000 : Tournoi Pré-Olympique ( Brésil).
- 15 sélections et 1 but en équipe du Brésil U23.